# Châu Nhân
Châu Nhân là một xã thuộc huyện Hưng Nguyên, tỉnh Nghệ An, Việt Nam.
Tên của xã được ghép từ tên của hai xã cũ là Hưng Châu và Hưng Nhân.

## Địa lý
Xã Châu Nhân nằm ở phía đông nam huyện Hưng Nguyên, có vị trí địa lý:
- Phía đông và phía nam giáp tỉnh Hà Tĩnh
- Phía tây giáp xã Hưng Nghĩa và xã Hưng Thành
- Phía bắc giáp xã Hưng Lợi và xã Hưng Phúc.

Xã Châu Nhân có diện tích 11,10 km², dân số năm 2018 là 7.700 người, mật độ dân số đạt 694 người/km².

## Lịch sử
Địa bàn xã Châu Nhân hiện nay trước đây vốn là hai xã Hưng Châu và Hưng Nhân thuộc huyện Hưng Nguyên.
Trước khi sáp nhập, xã Hưng Châu có diện tích 4,60 km², dân số là 4.400 người, mật độ dân số đạt 957 người/km². Xã Hưng Nhân có diện tích 6,50 km², dân số là 3.300 người, mật độ dân số đạt 508 người/km².
Ngày 17 tháng 12 năm 2019, Ủy ban Thường vụ Quốc hội ban hành Nghị quyết 831/NQ-UBTVQH14 về việc sắp xếp các đơn vị hành chính cấp xã thuộc tỉnh Nghệ An (nghị quyết có hiệu lực từ ngày 1 tháng 1 năm 2020). Theo đó, sáp nhập toàn bộ diện tích và dân số của hai xã Hưng Châu và Hưng Nhân thành xã Châu Nhân.

## Hành chính
- Xã Châu Nhân gồm 10 xóm: Xóm 1,2,3,4,5,6,7,8,9,Phú Xuân